# Bo Lagevi
Bo Lagevi är en gemensam pseudonym för deckarförfattarna Jenny Berthelius, K. Arne Blom, Jean Bolinder, Kjell E. Genberg, Sture Hammenskog  och Jan Moen. 
Böckerna ingick i serien Brottsplats Sverige, utgiven på 1970-talet i 21 volymer av B. Wahlströms bokförlag. Inledningsvis erbjöds Kjell E. Genberg att skriva seriens alla böcker, men bedömde utgivningstakten som alltför betungande och kontaktade då övriga namn, främst hämtade från Skånska Deckarsällskapet, för att bilda en författarfirma. De konstaterade att "bolag är vi", vilket justerades till "bolag e vi", som blev Bo Lagevi. 
Författarna beskrev händelser i staden Staden och introducerade svensk kriminallitteraturs troligen första afrosvenske polis i form av Harald H. Harald, vars personlighet delvis kan ha hämtats från på Ed McBains judiske kriminalare Meyer Meyer. Bo Lagevi stod som författarnamn bakom 13 av seriens 21 böcker.
2015 utgavs tio av de 13 Bo Lagevi-böckerna som e-böcker av Wela Förlag.
Av de åtta volymer i serien Brottsplats Sverige som saknade pseudonym Bo Lagevi skrevs tre av Tommy Schinkler, två av Bo Sehlberg, en av Eric Strange (pseudonym för Jan Håkansson), en av Bengt Håkansson och en av Kjell E Genberg under eget namn.